# Rasolo
Rasolo je bio fidžijski poglavica, sin poglavice Niumataiwalua i gospe Tarau te brat gospe Sivoki. 
Rasolo i njegova supruga Laufitu bili su roditelji Roka Malanija. Žena nepoznatog imena rodila je Rasolu sina, Soroaqalija i kćer, Lalaciwu. Gospa Radavu bila je Rasolova treća supruga te majka Rasolovog sina Taliaija Tupoua.
Rasolo je bio Roko Sau, kao i Tu'i Nayau — „poglavica (otoka) Nayaua”.